# Any Time, Any Place
«Any Time, Any Place» es una canción de la cantante estadounidense Janet Jackson de su quinto álbum de estudio, Janet (1993). Fue escrito y producido por Jackson junto con el dúo de producción Jimmy Jam y Terry Lewis, y lanzado como el quinto sencillo del álbum el 11 de mayo de 1994 por Virgin Records. También se lanzó un remix producido por R. Kelly.
«Any Time, Any Place» alcanzó el número dos en el Billboard Hot 100 de Estados Unidos y se convirtió en otro éxito en las listas de R&B para Jackson. Ha interpretado la canción en varias de sus giras.